# Tali Ploskow
Tali Ploskow (hebr.: טלי פלוסקוב, ang.: Tali Ploskov, ur. 30 lipca 1962 w Mołdawii) – izraelska polityk, od 2015 poseł do Knesetu.
W wyborach parlamentarnych w 2015 po raz pierwszy dostała się do izraelskiego parlamentu. W kwietniu 2015 utraciła miejsce w parlamencie. Podobnie jak większość członków Kulanu przystąpiła w lipcu 2019 roku do Likudu i znalazła się na 35. miejscu na liście do wrześniowych wyborów.